# سونا (خواننده)
سونا (ارمنی: Սոնա؛ انگلیسی: Sona؛ زادهٔ ۱۵ ژوئیهٔ ۱۹۷۳) خواننده اهل ارمنستان در ژانر موسیقی راک، جاز فیوژن است. وی از سال ۱۹۹۱ میلادی تاکنون مشغول فعالیت بوده‌است. وی یکی از مربیان مسابقه خوانندگی تلویزیونی صدای ارمنستان بوده است.

## زندگی‌نامه
وی با نام کامل سونا سارکیسیان (ارمنی: Սոնա Սարկիսյան) در ۱۵ ژوئن ۱۹۷۳ در به دنیا آمد.